# Kacper Stachowiak
Kacper Stachowiak ps. Caspero – polski perkusista
Grał w zespołach Amaryllis, Grimlord, Pathfinder, Mystic Circus i ProgEnergy. Mieszka w Bishop’s Stortford.

## Dyskografia

### Amaryllis
- Prologos (2006)
- Inquietum Est Cor (2009)

### Pathfinder
- Fifth Element (2012)

### Grimlord
- V-Column (2012)

### Mystic Circus
- Changed Perception
- Into the Abyss

### ProgEnergy
- Nothing